# Marcin Suryn
Marcin Suryn herbu własnego – podstarości mścisławski w 1643 roku, sędzia grodzki mścisławski w 1641 roku, pisarz grodzki mścisławski w latach 1628–1639.
Był elektorem Władysława IV Wazy w 1632 roku z województwa mścisławskiego.